# Château de Montjoie-le-Château
Pour les articles homonymes, voir Château de Montjoie.
Le château de Montjoie-le-Château est un château en ruine, protégé des monuments historiques, situé sur la commune française de Montjoie-le-Château dans le département du Doubs, en Franche-Comté.

## Toponyme
Le château et le bourg de Montjoie tirent leur nom de la montagne de la joie, Mons Gaudii en latin ou Frosberg en allemand car le château était un lieu de d'amusements et de réjouissances.

## Localisation
Les ruines sont situées sur un éperon dominant le bourg de Montjoie-le-Château, dans la vallée du Doubs, en amont de Saint-Hippolyte, afin de contrôler le passage étroit que forme la rivière dans une vallée encaissée,.

## Historique
Ce château semble avoir été bâti au début du XIIIe siècle lors des guerres de Méranie par la famille de Glère, probablement par Richard Ier de Glère, sur un éperon rocheux, à l'emplacement d'un camp datant du néolithique. Le château était le centre de la seigneurie, puis de la baronnie de Montjoie.
Assiégé sans résultat en 1428 par Jean de Thierstein, bailli de Ferrette, les troupes impériales le prennent en 1444. Il sera de nouveau pris en 1475 pendant les guerres de Bourgogne par les confédérés suisses.
Lors de la guerre de Dix Ans, poursuivi par le maréchal de La Force, un capitaine lorrain, nommé Saint-Balmont, vint s'y réfugier en mai 1635, avec pas moins de 500 de ses soldats. Après semble-t-il un siège de trois semaines, tout en ayant essuyé plus de 200 volées de canon, Montjoie ouvrit ses portes le 6 juin 1635, et fut définitivement ruiné par les troupes françaises du maréchal.
Le 27 janvier 1934, le site contenant les ruines du château est classé et le 24 juillet 1985, les ruines du château, les substructures, la chapelle ainsi que les vestiges archéologiques sont inscrits au titre des monuments historiques.

## Description
Le site s'étale sur 85 ares sur une forme trapézoïdale fermée par un front semi-circulaire de 11 mètres. Le site comprenait les logis seigneuriaux, des logis pour la garnison, une chapelle, des tours, le tout entourés de deux épaisses murailles.
Au plus haut de l'éperon se dresse le massif donjon pentagonal probablement construit au début du XIIIe siècle dont une grande partie est encore debout. Le premier et second étage comprennent une cheminée. À droite de la cheminée du premier niveau on trouve un lave-mains ainsi qu'un accès à des latrines. Des vestiges de murailles dont de magnifiques pierres à bossage soutenant le cul de lampe d'une tour en encorbellement sont encore visibles non loin de la chapelle. Çà et là, des voûtes laissent entrevoir les entrées effondrées de quelques caves... 

## La chapelle
La chapelle, bâtiment indépendant, est construite vraisemblablement en même temps que le château et date donc du XIIe siècle. Elle fut épargnée lors de la destruction du site par les troupes françaises. Sous le vocable de Saint-Georges, la chapelle est de style flamboyant et abrite la dépouille de Claudine de Montjoie, morte en 1612.
Le style architectural de la chapelle évoque la transition entre le style roman et le style gothique : l'édifice présente trois travées, les chapiteaux et bases des colonnes sont sans sculptures, une des fenêtres est de style roman, alors que deux autres sont de style gothique.

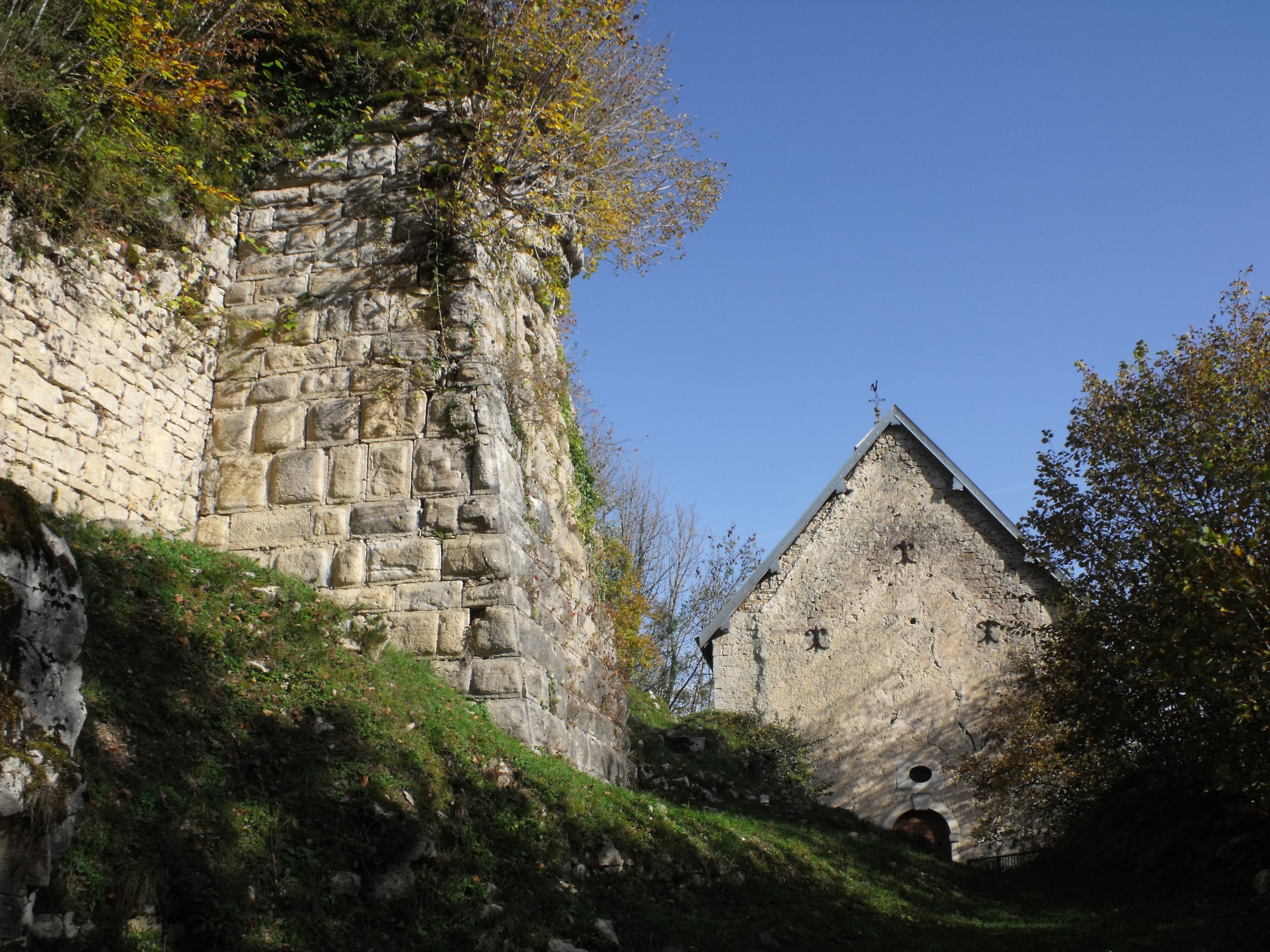
Vestige de muraille et chapelle.
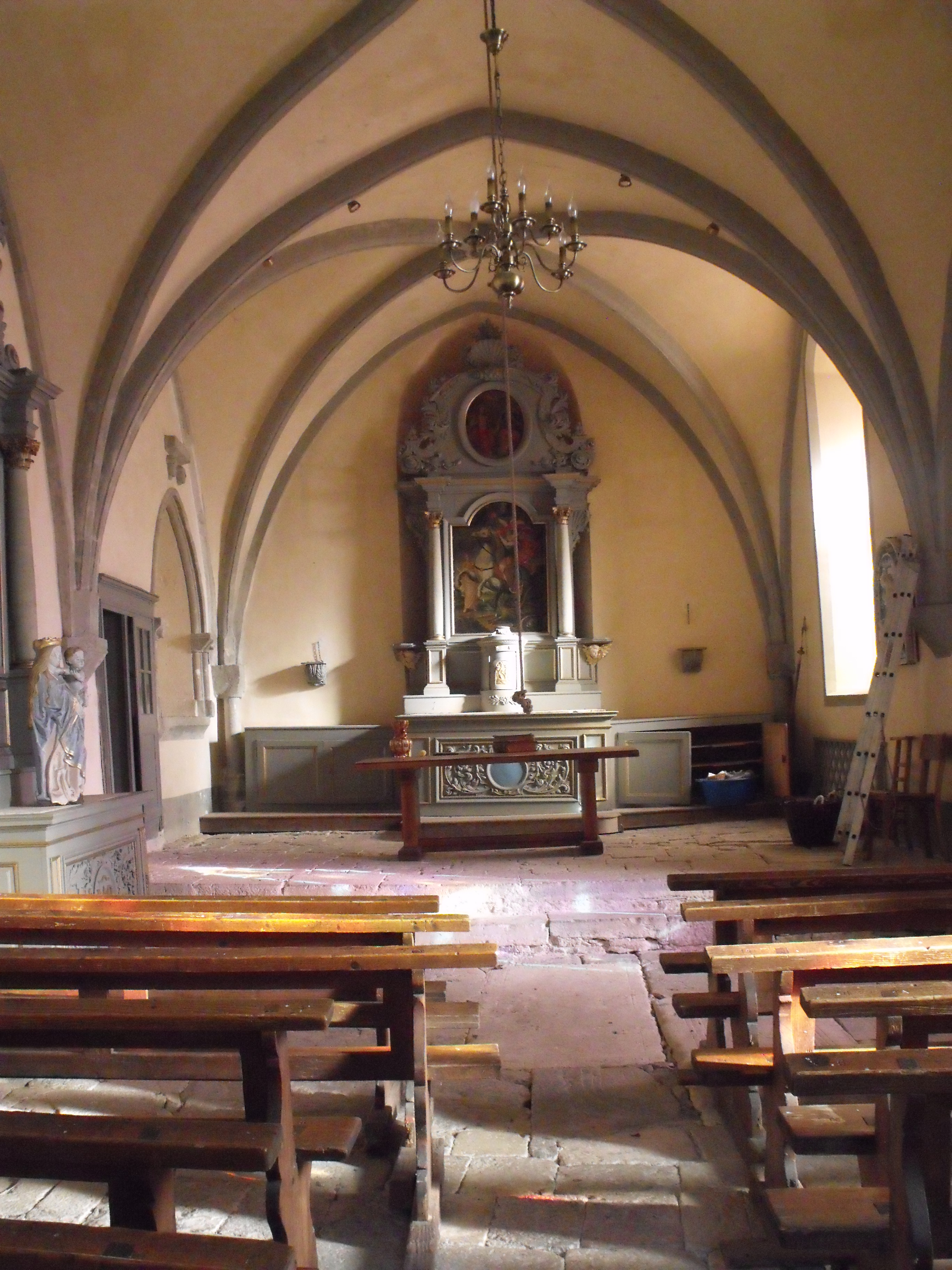
Intérieur de la chapelle.
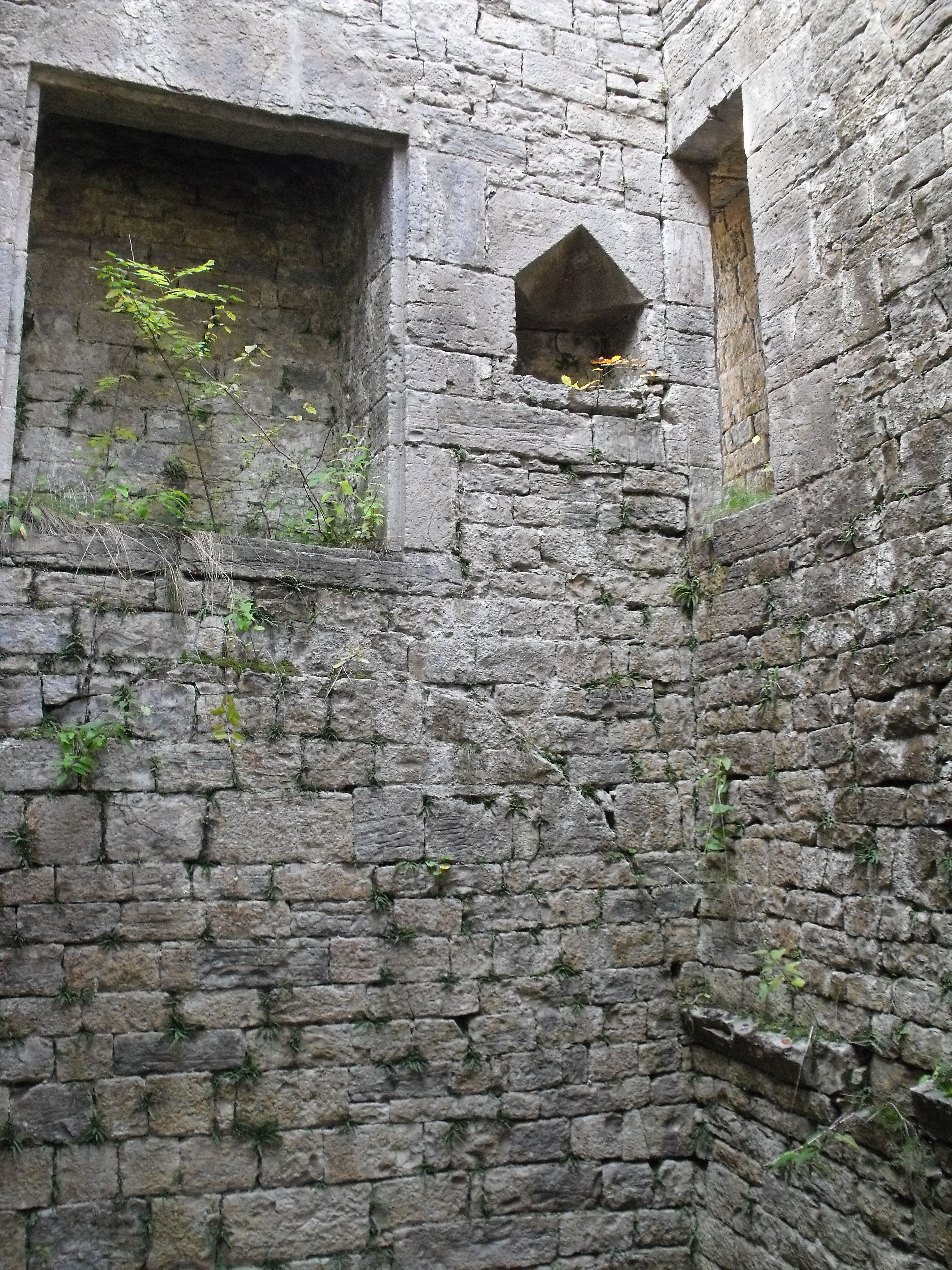
Intérieur du donjon.